# Wilhelmskirche
Wilhelmskirche oder St. Wilhelm ist der Name von Kirchen, die in der Regel nach dem heiligen Wilhelm von Aquitanien benannt sind, evangelisch-lutherische Kirchen auch nach Herrschern mit dem Namen Wilhelm.

## Deutschland
- Kaiser-Wilhelm-Kirche (Bad Ems), benannt nach Wilhelm I. (Deutsches Reich)
- Wilhelmskirche (Bad Kreuznach), benannt nach der Ordenskirche der Wilhelmiten in Straßburg und in Anspielung auf den Kurfürsten Johann Wilhelm von der Pfalz (1658–1716)
- Wilhelmskirche (Bad Nauheim), benannt nach: Wilhelm VIII. (Hessen-Kassel)
- Kaiser-Wilhelm-Gedächtnis-Kirche, Berlin, benannt nach Wilhelm I. (Deutsches Reich)
- St. Wilhelm (Berlin), Berlin-Spandau (Wilhelmstadt), benannt nach Wilhelm von Aquitanien
- Jan-Wellem-Kapelle, Düsseldorf, nach Johann Wilhelm (Pfalz)
- St. Wilhelm (Hamburg-Bramfeld), nach Wilhelm von Aquitanien.

## Frankreich
- Wilhelmskirche (Straßburg), Ordenskirche (Wilhelmiten)
- Kloster Saint-Guilhem-le-Désert, nach Erbauer Wilhelm von Aquitanien

## Österreich
Salzburg
- Filialkirche Weitenau
- Wilhelmskapelle